# Axiome de détermination
Ne doit pas être confondu avec Détermination (théorie des ensembles).
L'axiome de détermination est un axiome alternatif de la théorie des ensembles affirmant que certains jeux (au sens de la théorie des jeux) infinis sont déterminés.
Cet axiome n'est pas compatible avec l'axiome du choix mais implique l'axiome du choix dénombrable pour les familles d'ensembles de réels et implique également une forme faible de l'hypothèse du continu.

## Énoncé de l'axiome
Tout ensemble A de suites infinies d'entiers naturels définit le jeu JA suivant entre deux joueurs I et II : 
I commence par choisir un entier naturel a0, puis II réplique en choisissant un autre entier naturel b0, puis I choisit encore un autre entier naturel a1, II réplique de nouveau par le choix d'un entier naturel b1 et ainsi de suite. Chaque joueur a connaissance des coups joués par son adversaire. Si la suite résultante (a0, b0, a1, b1, ...) est dans A alors I gagne la partie, sinon II gagne la partie.
Une stratégie {\displaystyle \sigma } pour le joueur I est une application définie sur l'ensemble des suites finies d'entiers constituées d'un nombre pair de termes (y compris la suite vide), à valeurs entières. Si les coups (a0, b0, a1, b1, ..., an, bn) ont été successivement joués par les deux joueurs, alors l'entier {\displaystyle \sigma (a_{0},b_{0},\dots ,a_{n},b_{n})} indique au joueur I quel est le prochain coup à jouer en suivant la stratégie {\displaystyle \sigma }.
On définit de même ce qu'est une stratégie {\displaystyle \tau } pour le joueur II, l'application étant cette fois définie sur l'ensemble des suites finies d'entiers constituées d'un nombre impair de termes. Si les deux joueurs adoptent une stratégie, alors la suite des coups est unique, définie par l'utilisation alternative des deux stratégies. On dit que la stratégie {\displaystyle \sigma } adoptée par le joueur I est gagnante si, pour toute stratégie {\displaystyle \tau } adoptée par le joueur II, la suite définie par l'utilisation des deux stratégies appartient à A. Ainsi, le joueur I est certain de gagner, quels que soient les coups joués par son adversaire. On définit symétriquement ce qu'est une stratégie gagnante pour le joueur II.
Le jeu JA est dit déterminé si l'un des deux joueurs a une stratégie gagnante.
L'axiome de détermination est l'affirmation que pour tout ensemble A de suites infinies d'entiers naturels, le jeu JA est déterminé.

## Expression par une formule infinie du calcul des prédicats
Dire que le sous-ensemble A de {\displaystyle \mathbb {N} ^{\omega }} est déterminé revient à dire que la formule infinie du calcul des prédicats infinitaire :
{\displaystyle \exists x_{0},\forall y_{0},\exists x_{1},\forall y_{1},...(x_{0},y_{0},x_{1},y_{1},...)\in A\lor \forall x_{0},\exists y_{0},\forall x_{1},\exists y_{1},...(x_{0},y_{0},x_{1},y_{1},...)\notin A}
est valide.

## Conséquences de l'axiome
L'axiome de détermination n'est pas compatible avec l'axiome du choix, car celui-ci implique l'existence d'un bon ordre sur l'ensemble des suites infinies d'entiers naturels, bon ordre grâce auquel on peut construire un jeu infini non déterminé.
Néanmoins, cet axiome implique l'axiome du choix dénombrable pour les familles de sous-ensembles de R, qui suffit pour de nombreux résultats concernant les nombres réels.
Il implique aussi que tout ensemble de réels :
- est mesurable au sens de Lebesgue,
- a la propriété de Baire,
- a la propriété de l'ensemble parfait, c'est-à-dire qu'il est soit dénombrable, donc de cardinalité {\displaystyle {\aleph _{0}}}, soit contient un ensemble parfait, donc de cardinalité {\displaystyle 2^{\aleph _{0}}} comme l'est l'ensemble R des nombres réels. Ceci est une forme faible de l'hypothèse du continu.

## Autres conséquences en termes de cardinalité
Une conséquence de l'axiome est que tout sous-ensemble de {\displaystyle {\aleph _{1}}} soit contient, soit est disjoint d'un ensemble club. Certains résultats dus à Solovay sont :
- Le filtre club sur {\displaystyle {\aleph _{1}}} est un ultrafiltre, ce qui implique que {\displaystyle {\aleph _{1}}} est un cardinal mesurable.
- {\displaystyle {\aleph _{2}}} est un cardinal mesurable.

### Article informel sur l'axiome de détermination
- Jean-Paul Delahaye, « Des jeux infinis et des grands ensembles », article de Pour la Science, juin 1996, pages 60-66. Article reproduit in Jeux mathématiques et mathématiques des jeux [détail des éditions], pages 42-50.